# 東岳 (知床半島)
東岳（ひがしだけ）は、北海道の斜里郡斜里町と目梨郡羅臼町の2町にまたがる標高1,520mの山である。

## 概要
知床連峰の半島中央部にある知床硫黄山の東側に位置する。山頂周囲は数少ないシレトコスミレが自生する地として知られる。
山頂への登山道は存在しないため、残雪期に登られることが多い。知円別岳から稜線を歩いて行く場合は東側が崩れているため滑落には注意が必要。また残雪期に限り羅臼町の知円別集落側から直登する人もいる。